# Zuid-Schots Bergland

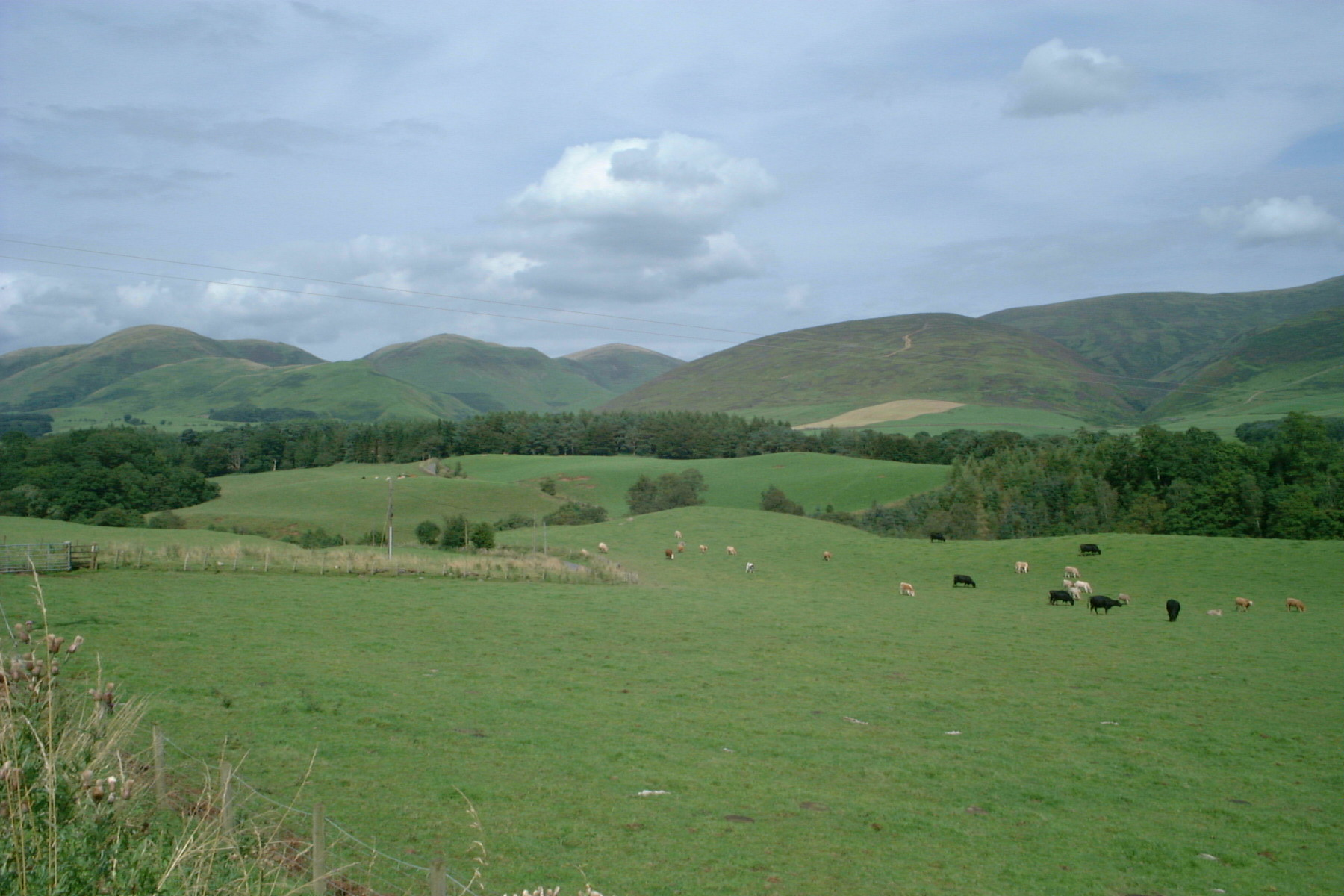
Het Zuid-Schots Bergland

Het Zuid-Schots Bergland (Engels: Southern Uplands) is een gebied en gebergte in Schotland.
De bergen van het Zuid-Schots Bergland zijn ronder en niet zo hoog als de bergen in het noorden van Schotland. Eindeloze groene heuvels, bosrijke dalen en visrijke rivieren zijn kenmerkend voor het landschap. De hogere delen bestaan uit afgevlakt hoogveen. 
De heuvels in het grensgebied tussen Engeland en Schotland, de Scottish Borders en de heuvels in 
Galloway zijn voor het merendeel niet hoger dan 800 meter. 
De met bossen of heide bedekte of kale heuvels in de Borders worden doorsneden door dalen van rivieren, zoals de visrijke rivier de Tweed. Galloway heeft verder bossen en heidevelden en een woeste kustlijn. 